# Train S Charleroi
Le Train S Charleroi ou le Réseau suburbain (Réseau S) de Charleroi est le nom d'un réseau de trains suburbains de la SNCB dans et autour la ville de Charleroi.

## Objectifs
Le réseau suburbain de Charleroi doit permettre d’améliorer les déplacements à l’intérieur de la ville, en complément aux réseaux de transports en commun existants.

## Historique du projet

### Les réseaux suburbains en Belgique
La Région de Bruxelles-Capitale a été la première pour laquelle un réseau de trains suburbains désignés Trains "S", le premier projet date du début des années 1990 et les premiers travaux n’ont finalement démarré qu’en 2005 ; l'offre a été lancée le 13 décembre 2015 après la fin de quelques travaux importants (tunnel Schuman-Josaphat, modernisation de gares, (ré)ouverture de points d'arrêts...).
Le réseau bruxellois compte actuellement 14 lignes. De nombreux travaux restent encore en cours ou inachevés ; ils devraient être terminés au plus tard pour 2031[réf. nécessaire].
À partir du 3 septembre 2018, la SNCB a étendu la notion de train S à quatre autres grandes villes belges : Anvers, Charleroi, Gand et Liège, rebaptisant à l'occasion les trains omnibus qui circulaient déjà autour de ces villes. Ce projet va de pair avec les travaux d'infrastructure qui comprennent entre-autres le quadruplement de la ligne 50A entre Gand et Bruges, et la réouverture, près de Liège, de la ligne 125A aux voyageurs ainsi que des gares de Chaudfontaine, Ougrée, Seraing.

## Réalisation
Aucune gare ou ligne n'a été (r)ouverte en complément du réseau existant jusqu'à présent.

## Matériel roulant
- Automotrices AM75 (quelques relations S61 et S62 en semaine)
- Automotrices AM08 (relations S61 et S62)
- Automotrices AM96 (relation S63)
- Autorails AR41 (quelques relations S62 et S63 en semaine, et S64 tous les jours)

## Le réseau
Le réseau a été lancé le 3 septembre 2018 et compte 4 lignes.
Ces lignes existaient déjà toutes dans l'offre SNCB depuis plusieurs années (lignes de type L renforcées par des trains P). Une nouvelle dénomination vise avant tout à permettre une lecture cohérente du réseau en cours de développement. Les quatre lignes du réseau "S" de Charleroi ont ainsi pour dénomination un « S » (ligne suburbaine ou S-Bahn) suivi du numéro de la ligne.

### Plan 2018(3 septembre 2018 - 12 décembre 2020)
Lancement de l'offre.
| Ligne | Parcours                                                                                     | Arrêts | Fréquence                                                                                | Trajets prolongés aux heures de pointe | Matériel roulant (pointes) |
| ----- | -------------------------------------------------------------------------------------------- | ------ | ---------------------------------------------------------------------------------------- | -------------------------------------- | -------------------------- |
| S61   | Ottignies - Charleroi-Sud - Tamines - Namur - Jambes                                         | 27 26  | Lu-Ve : Ottignies-Charleroi 1/h Charleroi-Central - Jambes 2/h Sa-Dim : Fleurus - Jambes | Wavre                                  | AM classique, AM08, AM75   |
| S62   | Charleroi-Sud - Piéton - La Louvière - Manage - Luttre                                       | 13 8   | Lu-Ve : 1/h                                                                              |                                        | AM classique, AM75, AR41   |
| S62   | La Louvière-Sud - Écaussinnes - Braine-le-Comte                                              | 6      | Lu-Ve : 1/h                                                                              |                                        | AM classique, AM08         |
| S62   | Charleroi-Sud - Courcelles - Luttre - Manage - La Louvière - Piéton - Charleroi-Sud (boucle) | 10     | Sa-Dim : 1/2h (par sens)                                                                 |                                        | AM08                       |
| S63   | Charleroi-Sud, Thuin, Erquelinnes                                                            | 11     | Lu-Ve : 1/h Sa-Di : 1/2h                                                                 |                                        | AM classique, AR41         |
| S64   | Charleroi-Sud - Walcourt - Couvin                                                            | 8-12   | Lu-Ve : 1/2h (+ P supplémentaires) Sa-Di : 1/2h                                          |                                        | AR41                       |

De décembre à novembre 2019, des travaux de renouvellement des voies conduisent à la suppression d'un train S61 sur deux entre Tamines et Jambes en semaine.

### Plan 2021(13 décembre 2020 - 10 décembre 2022)
| Ligne | Parcours                                                                                     | Arrêts | Fréquence                                                                           | Trajets prolongés aux heures de pointe | Matériel roulant (pointes) |
| ----- | -------------------------------------------------------------------------------------------- | ------ | ----------------------------------------------------------------------------------- | -------------------------------------- | -------------------------- |
| S61   | (Wavre -) Ottignies - Charleroi-Sud - Tamines - Namur (- Jambes)                             | 27 26  | Lu-Ve : Wavre-Charleroi 1/h; Charleroi-Jambes 2/h Sa-Dim : Ottignies-Charleroi 1/2h |                                        | AM classique, AM 75, AM08  |
| S62   | Charleroi-Sud - Piéton - La Louvière - Manage - Luttre                                       | 13 8   | Lu-Ve : 1/h                                                                         |                                        | AM classique, AM75, AR41   |
| S62   | La Louvière-Sud - Écaussinnes - Braine-le-Comte                                              | 6      | Lu-Ve : 1/h                                                                         |                                        | AM classique, AM08         |
| S62   | Charleroi-Sud - Courcelles - Luttre - Manage - La Louvière - Piéton - Charleroi-Sud (boucle) | 10     | Sa-Dim : 1/2h (par sens)                                                            |                                        | AM08                       |
| S63   | Charleroi-Sud, Thuin, Erquelinnes                                                            | 11     | Lu-Ve : 1/h Sa-Di : 1/2h                                                            |                                        | AM classique, AR41         |
| S64   | Charleroi-Sud - Walcourt - Couvin                                                            | 8-12   | Lu-Ve : 1/2h (+ P supplémentaires) Sa-Di : 1/2h                                     |                                        | AR41                       |

### Plan 2023(àpd 11 décembre 2022)
| Ligne                                                                                                | Parcours                                                             | Arrêts                   | Fréquence | Trajets prolongés aux heures de pointe | Matériel roulant (pointes) |
| --- | -------------------------------------------------------------------- | ------------------------ | --- | -------------------------------------- | -------------------------- |
| | (Wavre -) Ottignies - Charleroi-Central - Tamines - Namur (- Jambes) | 27 26                    | Lu-Ve : (Wavre)-Ottignies-Charleroi-Jambes 1/h; Charleroi-Jambes 1/h Sa-Dim : (Wavre)-Ottignies-Jambes 1/2h (1/h en avril 2023) | 1 train vers Sint-Joris-Weert          | AM classique*, AM08, AM75  |
| | Charleroi-Central - Piéton - La Louvière - Manage - Luttre           | 13 8                     | Lu-Ve : 1/h |                                        | AM classique*, AM75, AM08  |
| La Louvière-Sud - Écaussinnes - Braine-le-Comte                                                      | 6                                                                    | Lu-Ve : 1/h              | | AM classique*, AM08                    |                            |
| Charleroi-Central - Courcelles - Luttre - Manage - La Louvière - Piéton - Charleroi-Central (boucle) | 10                                                                   | Sa-Dim : 1/2h (par sens) | | AM08                                   |                            |
| | Charleroi-Central, Thuin, Erquelinnes (Maubeuge)                     | 11 (12)                  | Lu-Ve : Charleroi-Erquelinnes 1/h Erquelinnes-Maubeuge 1/2h Sa-Di : 1/2h                                                        |                                        | AM96, AR41                 |
| | Charleroi-Central- Walcourt - Couvin                                 | 8-12                     | Lu-Ve : 1/2h (+ P supplémentaires) Sa-Di : 1/2h                                                                                 |                                        | AR41                       |

* Retiré du service en décembre 2024.

### Plan 2025(àpd 15 décembre 2024)
| Relation | Trajet                                                                                                | Série     | Matériel             | Matériel | Remarques |
| Relation | Trajet                                                                                                | Série     | Semaine              | Week-end | Remarques |
| -------- | --- | --------- | -------------------- | -------- | --- |
| S19      | Charleroi-Central - Nivelles - Brussels-Airport-Zaventem Fait partie du Réseau suburbain de Bruxelles | 40xx      | AM08                 | AM08     | Le week-end, circule entre Nivelles et Landen. |
|          | Wavre / Ottignies - Charleroi-Central - Namur - Jambes                                                | 41xx 45xx | AM08                 | AM08     | En semaine, les S61 41xx circulent entre Charleroi-Central et Jambes. Le week-end, ne s'arrête pas à Couillet et au Campinaire. Les S61 41xx ne circulent pas le week-end.                                                      |
|          | Luttre - La Louvière-Sud - Charleroi-Central                                                          | 42xx      | AR41 ou AM75 et AM08 | AM08     | Le week-end, circule entre Charleroi-Central, La Louvière-Sud et La Louvière-Centre toutes les deux heures. Le week-end, inclut des trains L 43xx entre La Louvière-Centre, Manage et Charleroi-Central toutes les deux heures. |
|          | Maubeuge - Erquelinnes - Charleroi-Central                                                            | 198xx     | AR41 AM96            | AM96     | Le week-end, circule toutes les deux heures. |
|          | Couvin - Charleroi-Central                                                                            | 39xx      | AR41                 | AR41     | En semaine, ne s'arrête pas à Jamioulx, Beignée, Cour-sur-Heure et Pry, et inclut des trains P. Le week-end, circule toutes les deux heures.                                                                                    |